# Монтафон
Монтафон — долина річки Ілль у західній Австрії, земля Форарльберг.

## Загальна інформація
Довжина долини — 39 км. Розміщується за 25 км південно-східніше Блуденца, між гірськими хребтами Ретікон та Вервальські Альпи. Мешканці долини традиційно займаються молочним скотарством. Після Другої світової війни долина стала популярною курортною зоною та центром виробництва електроенергії для Форарльбергу.

## Історія
Вперше місцевість згадується у середині ІХ століття з назвою Залізна долина фр. Ferraires: там добували та переплавляли в печах залізну руду. Долина входила до Вальгау та Нижньої Реції — ретороманська мова та романські традиції збереглися до кінця Середньовіччя. Назва Монтафон вперше згадується близько 1100 року і означає в перекладі долина з ярами (від mons/munt і tofus/tovum). Срібні копальні у Бартоломебергу та Крістбергу працювали і в пізньому Середньовіччі — у 1319 році згадується Аргентфодина, або гора під назвою Мотафуне (лат. argentifodina seu mons dictus Montafune). Від середини Середньовіччя вільні ретороманомовні селяни відкривали нові розробки на незаселених землях долини.
Починаючи середини XVI століття, під натиском германізації, ретороманська мова поступово зникала. Близько 1500 року долина мала тісні торговельні зв'язки з Преттігау та Енгадіном: торгували худобою, вином та сіллю, шляхи сполучення проходили через гірські перевали, зокрема та Вермонтський та Шляппінер Йох. Ці зв'язки погіршилися через Швабську війну та міжконфесійні розбіжності, між регіонами виникла напруженість. Так, у 1621 та 1622 роках до Преттінгау через Шляппінер Йох вторгалися імперські війська, у 1799 році з Монтафону до Граубюндена заходили австрійські війська під командою генерала Фрідріха фон Готце.
З раннього Середньовіччя до 1808 року долина належала до єпархії Кур. У ХІХ столітті звідси до Граубюндена експортували масло та сир, також жителі долини наймалися у Граубюндені на роботу.